# Лас Палмас (Парас, Коавила)
Лас Палмас (шп. Las Palmas) насеље је у Мексику у савезној држави Коавила у општини Парас. Насеље се налази на надморској висини од 1117 м.

## Становништво
Према подацима из 2005. године у насељу је живело 5 становника.

### Хронологија
| Година       | 2000       | 2005 |
| ------------ | ---------- | ---- |
| Становништво | 14 (6 / 8) | 5    |

### Попис
| # | Индикатор                        | Вредност |
| - | -------------------------------- | -------- |
| 1 | Укупно појединачних домаћинстава | 1        |